# 45305 Paulscherrer
45305 Paulscherrer este un asteroid din centura principală de asteroizi.

## Descriere
45305 Paulscherrer este un asteroid din centura principală de asteroizi. A fost descoperit pe 4 ianuarie 2000 la Gnosca de Stefano Sposetti. Asteroidul prezintă o orbită caracterizată de o semiaxă mare de 2,60 ua, o excentricitate de 0,13 și o înclinație de 14,1° în raport cu ecliptica.